# Dobrič
Ne doit pas être confondu avec Dobritch.
Dobrič (en cyrillique : Добрич) est un village de Bosnie-Herzégovine. Il est situé sur le territoire de la ville de Široki Brijeg, dans le canton de l'Herzégovine de l'Ouest et dans la fédération de Bosnie-et-Herzégovine. Selon les premiers résultats du recensement bosnien de 2013, il compte 658 habitants.

## Géographie
Le village est situé au bord de la rivière Lištica.

## Démographie

### Évolution historique de la population dans la localité
| 1948 | 1953 | 1961 | 1971 | 1981 | 1991 | 2013 |
| ---- | ---- | ---- | ---- | ---- | ---- | ---- |
| -    | -    | 514  | 540  | 623  | 667  | 658  |

|  |